# 杭州大悦城
杭州大悦城，是中粮大悦城品牌打造的体验式购物乐园，也是全国第10座大悦城，位于杭州市拱墅区莫干山路隐秀路交叉口，毗邻京杭运河，与杭州地铁10号线北大桥站C出口无缝接驳，购物中心总面积约20万平米，有9层商业楼，6个室内主题街区，近300家品牌入驻。2018年8月28日开业。
大悦城综合体总体量超过46万平米，包括购物中心、滨水商业街、三座写字办公楼以及一座公寓楼。

## 图片
- 商家楼层分布
- 下沉广场